# Gaspar de Samperes
Gaspar de Samperes, também referido como Gonçalves de Samperes (século XVI - século XVII), foi um padre da Companhia de Jesus, arquiteto militar, que atuou em Natal, no atual estado do Rio Grande do Norte.
Referido como "mestre nas traças de engenharia na Espanha e Flandres" e discípulo do também arquiteto militar italiano Giovanni Battista Antonelli, assina a planta do novo forte dos Reis Magos, traçada no Reino em 1597.
É-lhe atribuída ainda a traça da Igreja Matriz de Nossa Senhora da Apresentação, na mesma cidade.